# チャートゥマ経
『チャートゥマ経』（チャートゥマきょう、巴: Laṭukikopama-sutta, ラトゥキコーパマ・スッタ）とは、パーリ仏典経蔵中部に収録されている第67経。『車頭聚落経』（ちゃとうしゅうらくきょう）、『舎利弗摩訶目連遊四衢経』（しゃりほつまかもくれんゆうしくきょう）とも。
類似の伝統漢訳経典としては、『舎利弗摩訶目連遊四衢経』（大正蔵137）等がある。
釈迦が、チャートゥマで新入りの比丘たちに仏法を説く。

## 構成

### 登場人物
- 釈迦
- 比丘たち
- 釈迦族たち
- 梵天
- サーリプッタ（舎利弗）
- モッガラーナ（目連）

### 場面設定
ある時、釈迦はコーサラ国のチャートゥマに滞在していた。
そこにサーリプッタ（舎利弗）とモッガラーナ（目連）が500人の比丘と共に訪れるが、若い比丘たちが騒いでいたため、釈迦は彼らを追い出そうとする。
それを見ていた釈迦族たちや梵天が種子や幼児の喩えを出して容赦するよう釈迦を説得する。釈迦はサーリプッタやモッガラーナと会話し、三人の内誰かが比丘たちを守るべきだと確認する。
釈迦は、新入りの比丘たちに、在家から比丘になる変化を四つの恐怖に喩え、彼らを諭す。

## 日本語訳
- 『南伝大蔵経・経蔵・中部経典2』（第10巻） 大蔵出版
- 『パーリ仏典 中部（マッジマニカーヤ）中分五十経篇I』 片山一良訳 大蔵出版
- 『原始仏典 中部経典2』（第5巻） 中村元監修 春秋社